# Engaño (película de 1946)
Engaño es una película de drama de cine negro estadounidense de 1946 dirigida por Irving Rapper y protagonizada por Bette Davis.

## Sinopsis
La amante de un compositor famoso recurriría a matar a fin de estar con el violoncelista que ella ama.

## Reparto
- Bette Davis como Christine Radcliffe
- Paul Henreid como Karel Novak
- Claude Rains como Alexander Hollenius
- John Abbott como Bertram Gribble
- Benson Fong como Jimmy
- Richard Erdman como Jerry Spencer (no acreditado)
- Einar Nilson como Nilson (no acreditado)

## Antecedentes
A pesar del éxito anterior de Davis, Henreid, Rains y el director Rapper, y de las críticas generalmente positivas, Engaño resultó ser un ejercicio costoso para sus productores. Con altos costos de producción y un modesto patrocinio cinematográfico, se convirtió en la primera película de Bette Davis en perder dinero para Warner Bros.